# Сем Борн
Сем Борн (англ. Sam Born; 10 вересня 1891, Вінниця — 23 березня 1959, Британнік) — американський бізнесмен, виробник цукерок та винахідник.

## Біографія
Народився в єврейській родині у Вінниці, Російська імперія (нині — Вінниця, Україна). Під своїм первинним іменем — Самуель Бернштейн — емігрував до США у грудні 1909 року. Він проплив на лайнері S/S Merion з Ліверпуля до Філадельфії, у списку пасажирів корабля його фах був зазначений як «виробник цукерок». У 1916 році Сем Борн нагороджений «ключем від міста» Сан-Франциско за винахід машини, яка механічно вставляла палички в льодяники. У 1923 році він заснував компанію «Just Born» у Брукліні, Нью-Йорк (компанія досі виробляє цукерки «Peeps», «Mike and Ike» та «Hot Tamales»). У 1932 році він переніс фірму до Бетлегему, штат Пенсільванія. У березні 1959 року Сем Борн помер, перебуваючи в океані, на борту лайнера Cunard Line, Британнік, що прямумав з Лісабона до Саутгемптона. Він і його дружина були на останньому колі навколосвітньої подорожі по 14 000 миль, згідно з некрологом, який з'явився в «Ранковому дзвінку» 24 березня 1959 року.